# Hjärt- och lungsjukdom
Lung-hjärtsjukdom, även känt som cor pulmonale, är en förändring i struktur och funktion i den högra hjärtkammaren, som orsakas av sjukdom som primärt finns i andningsorganen. En viktig mekanism bakom detta tros vara en belastning på hjärtats högra kammare som orsakas av ett förhöjt tryck i lungkretsloppet.
Lung-hjärtsjukdom följer av ventrikulär utvidgning och efterföljande svikt i funktionen av högerkammaren i hjärtat, som en följd av ökat vaskulärt motstånd (t.ex. till följd av pulmonalisstenos) eller högt blodtryck i lungorna.
Kronisk lung-hjärtsjukdom leder vanligen till högerkammarhypertrofi, medan akut lung-hjärtsjukdom oftast leder till dilatation av hjärtat. Hypertrofi (tillväxt) av hjärtmuskelcellerna och hjärtmuskelväggen är en anpassning till långvarig ökning av trycket. Enskilda muskelceller blir större och förändras i mål att kunna stå för den ökande sammandragande kraft som krävs för att pumpa blod mot högre motstånd. Dilatation är en utsträckning eller utvidgning av hjärtkammaren till följd av akut ökat tryck, varpå väggen blir tunnare.
Cor pulmonale kan exempelvis ses vid lungemboli eller som oftast vid kroniskt obstruktiv lungsjukdom (KOL).

## Riskfaktorer

### Arbetsmiljön

#### Kemikalier
I en SBU rapport från 2017 fann man samband mellan exponering för kvartsdamm och asbest i arbetsmiljön och förekomsten av lung-hjärtsjukdom.